# Palais Gumussuyu
 (mars 2025).
Le palais Gümüşsuyu (en turc : Gümüşsuyu Palas ou Gümüşsü Palas) est un immeuble d'appartements situé dans le quartier de Beyoğlu à Istanbul. Le bâtiment, construit par la famille Azaryan et donc connu sous le nom d'Appartements Azaryan jusqu'en 1939, a été achevé en 1903 par l'architecte d'origine arménienne Leon Gurekian.

## Histoire
La Société de presse ottomane, qui utilisait le bâtiment comme siège, a quitté le bâtiment avec son congrès le 30 mai 1919. Après que les membres de la famille Azaryan, qui avaient quitté le pays, l'aient vendu, l'immeuble a commencé à s'appeler Palais Gümüşsuyu ou Palais Gümüşsü en 1939. Le bâtiment a été rénové la même année et un système de chauffage central et d'ascenseur a été ajouté. Plus tard, il a commencé à être utilisé comme immeuble de bureaux.

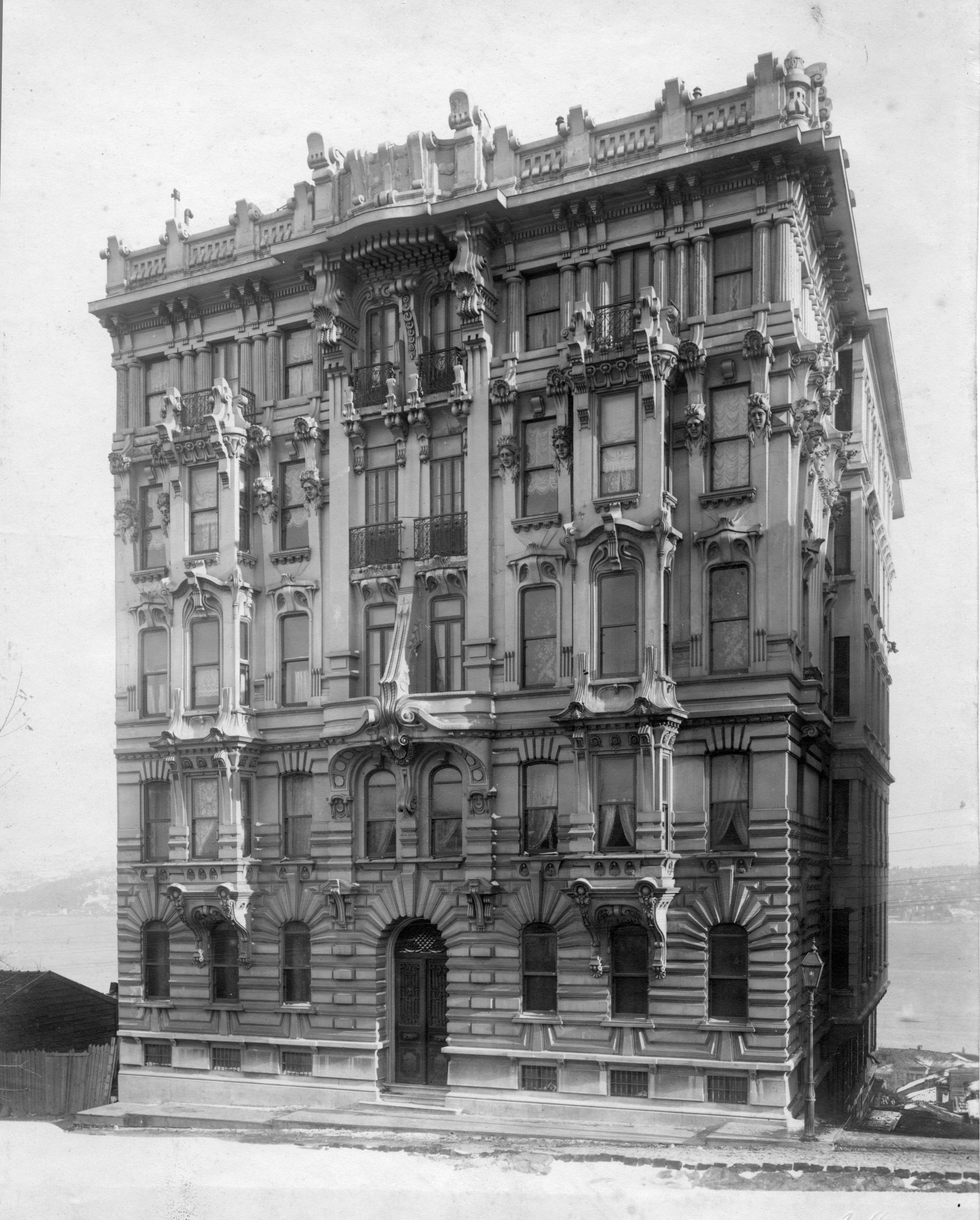
Vue de la façade de l'immeuble (années 1900)

## Architecture
L'immeuble, qui compte 6 étages dont le sous-sol, est en maçonnerie'. Il y a des statues de têtes féminines aux extrémités des colonnes doriques sur la façade extérieure, qui contiennent des éléments Art Nouveau, néo-Baroque et Empire qui imitent la pierre taillée avec des influences maniéristes'. Les historiens de l'art Diana Barillari et Ezio Godoli affirment que l'utilisation « excessive » de sculptures et d'éléments décoratifs sur la façade extérieure est liée au style de l'architecte italien Adolfo Coppedè. Il y a des balcons sur la façade arrière.